# Rudolf Ewerhart
Rudolf Ewerhart (* 15. Juni 1928 in Lebach; † 22. Juni 2022) war ein deutscher Hochschullehrer, Musikwissenschaftler, Organist, Cembalist, Dirigent, Herausgeber und Instrumentensammler.

## Leben und Werk
Rudolf Ewerhart wuchs in Trier auf und sang als Jugendlicher im Chor der Trierer Domsingknaben. Er studierte in Köln und Freiburg im Breisgau Kirchenmusik sowie Dirigieren und Musikwissenschaft. Im Jahr 1953 promovierte er in Köln. 1955 übernahm er für 20 Jahre eine Dozentur an der Bischöflichen Kirchenmusikschule Münster, deren Direktor er zeitweilig war. Von 1972 bis 1992 lehrte er Orgel- und Chorleitung an der Hochschule für Kirchenmusik der Staatlichen Musikhochschule Köln. Unter seinen Schülern waren Odilo Klasen, Burkhard Pütz, Thomas Sorger und Willem Winschuh.
Daneben gab er unzählige Konzerte und spielte zahlreiche Aufnahmen von Werken des musikalischen Barock für Rundfunk und Tonträger ein, als Solist und im Ensemble. Hierbei musizierte er sowohl mit modernen Orchestern als auch mit Ensembles mit historischer Aufführungspraxis, wie das Collegium Aureum oder die Deutschen Barocksolisten.
Darüber hinaus dirigierte Ewerhart den Trierer Motettenchor und den Santini-Kammerchor, veröffentlichte wissenschaftliche Aufsätze und brachte viele Editionen von Werken des  17. und 18. Jahrhunderts heraus.  Als Orgelexperte beteiligte er sich 1992 an der Restaurierung der Orgel der St. Joseph-Kapelle in Düsseldorf.
2020 wurde Ewerhart im Auftrag von Papst Franziskus von Bischof Stephan Ackermann mit dem Gregoriusorden (Komtur) ausgezeichnet.

### Burghaus in Wassenach
Ewerhart lebte seit 1982 mit seiner Frau Helena in dem von ihm selbst renovierten spätbarocken Burghaus in Wassenach, einem von 1772 bis 1775 erbauten Adelssitz der Freiherren von Kolb. Er legte dort eine größere Sammlung historischer Tasteninstrumente an. Das von Ewerhart renovierte ehemalige Wasserschloss am Laacher See, Rheinland-Pfalz, wurde bis 1982 als Gasthof genutzt. Ewerhart richtete im ehemaligen Tanzsaal des Hauses seit 1996 Konzerte der Reihe Musik im Burghaus Wassenach aus. Hier fand sich auch der Ausstellungsraum mit Orgeln, Clavichorden, Cembali, Spinetten und Hammerklavieren.
Ein Cembalo aus dem Herstellungsjahr 1682 rettete Ewerhart beispielsweise „aus einem italienischen Hühnerstall, in dem es als Futterkiste diente. Ältestes Instrument seiner Sammlung war ein Spinett aus der ersten Hälfte des 17. Jahrhunderts.“ Die Musikinstrumentensammlung wurde am 18. März 2023 vollständig versteigert. Der für diesen Zweck erstellte Katalog ermöglicht umfassende Einblicke in die langjährige Sammlertätigkeit Ewerharts. 

### Forschungsschwerpunkte
Ewerharts Forschungsschwerpunkt war die Barockmusik, wobei er viele Werke erstmals aufnahm, darunter wiederentdeckte Werke von Georg Friedrich Händel. Die vollständige Aufnahme von Konzerten für Orgel und Orchester von Händel mit dem Collegium Aureum für das Label Harmonia Mundi machte ihn als Organist weltweit bekannt. Außerdem veröffentlichte er Beiträge zur Geschichte des (Tasten-)Instrumentenbaus in der Region Mittelrhein.

## Veröffentlichungen (Auswahl)
- Die Handschrift 322/1994 der Stadtbibliothek Trier als musikalische Quelle (= Kölner Beiträge zur Musikforschung, VII). Dissertation. Regensburg 1955.
- Die Händel-Handschriften der Santini-Bibliothek in Münster. In: Georg-Friedrich-Händel-Gesellschaft (Hrsg.): Händel-Jahrbuch, 6. Jg. 1960, Leipzig 1960, S. 111–150.
- Die bischöfliche Santini-Bibliothek. Münster 1962.
- Die Orgel- und Claviermacher Senft in Koblenz und Augsburg. 2011, ISBN 978-3-86296-014-9.

### Als Herausgeber
- Cantio sacra – Geistliche Solokantaten. Köln 1954–1964 (52 Hefte)
- die kantate. Köln 1957–1960 (12 Hefte)
- Weihnacht 1622. Sätze zum Singen und Spielen aus dem Tabulaturbuch des Henricus Beginiker. Köln 1960.
- Jacob Gippenbusch: Mein’ ganze Seel’ dem Herren sing'. 72 Gesänge durch das Kirchenjahr. Trier 1991, ISBN 978-3-9802694-0-7.
- Giovanni Battista Riccio: Canzoni da sonare für 1–4 Stimmen und Basso continuo – Heft III. Celle, ISMN 979-0-20062094-8.
- Notenausgaben von unter anderem Domenico Scarlatti, Otto Nicolai, Luigi Cherubini, Michel-Richard Delalande, Francesco Bianchini, Vincenzo Bellini